# Шебутинський яр (заказник)
Шебути́нський яр — ландшафтний заказник місцевого значення в Україні. Розташований у межах Сокирянського району Чернівецької області, на північ від села Шебутинці. Входить до складу національного природного парку «Хотинський». 
Площа 794 га. Статус надано згідно з рішенням 2-ї сесії облради XXII скликання від 16.12.1994 року. 
Статус надано з метою збереження мальовничого природного комплексу з лісами на крутосхилах глибокого яру, а також з цінними геологічними та геоморфологічними утвореннями. 
Поверхневі та підземні форми карсту, які відносяться до Північно-Молдавської карстової області. Типовий ландшафтний комплекс у придністровській частині Північно-Бесарабської фізико-географічної області. 
Заказник сформований на основі Шебутинецького яру. Через яр протікає річка Шебутинчанка, яка розмиває м'які породи та виносить їх до річки Дністер. До яру рельєф має вигляд пологих схилів, у долині яких течуть струмки, які, з'єднуючись, утворюють річку Шебутинчанка. Сам рельєф яру є досить цікавим тому, що тут виступають поклади вапняку (ракушняку), які є покладами Крейдового періоду (в той час тут існувало Сарматське море). Також тут є поклади кремнію та глауконіту. Вони виступають у вигляді скель, куп каміння, виступів. Дно яру вкрите відкладами ракушняку, який легко руйнується з навколишньої породи. У яру також є каскад водоспадів, середня висота становить близько 2-2,5 м. Весною? коли відбувається повінь? річка Шебутинчанка стає бурхливою і несе свої води до річки Дністер, утворюючи справжні водоспади з шириною до декількох метрів. Після водоспадів річка робить декілька різких поворотів, що відобразилося у формах рельєфу місцевості. На вершинах яру перед балкою є штучні насадження дерев, які слугують для збереженню нинішніх розмірів яру, та не дають змоги йому розширюватись. Після цих форм рельєфу яр переростає у балку, яка повністю покрита лісовою рослинністю аж до самого Дністра. Далі схили стають пологішими, тому виступів вапняку стає менше. Виходи вапняку в балці трапляються у вигляді поодиноких брил вапняку або купи, які вкриті моховою рослинністю, а також у самій долині річки. Через декілька кілометрів після потрапляння у балку можна побачити сходження трьох ярів — Шебутинецького, Кулишівського та Корманського. Тут розташована долина, яка вкрита виступами вапняку у вигляді брил. З боків долина оточена схилами ярів. У напрямку Дністра яр звужується поступово. Тут спостерігається збільшення кущової рослинності. Після цього яр переходить в одну з численних заток річки Дністер. Основну масу лісової рослинності становить дуб, граб, клен, липа. Також трапляються ялина, черешня, акація. У глибині балки поширенні кущі (ліщина), трав'яниста рослинність. А з проходженням у глибину балки кущова і трав'яниста рослинність збільшується. На схилах яру поширена трава та деякі види квіток, які є стійкими до нестачі води. Взагалі рослинність яру (до балки) нагадує степовий тип ландшафту. В Шебутинському яру водиться трапляється вид — рябчик гірський, який охороняється. 